# Hannaches
Hannaches är en kommun i departementet Oise i regionen Hauts-de-France i norra Frankrike. Kommunen ligger i kantonen Songeons som tillhör arrondissementet Beauvais. År 2022 hade Hannaches 130 invånare.

## Befolkningsutveckling
Antalet invånare i kommunen Hannaches
| Referens: INSEE |